# Arsinoe II của Ai Cập

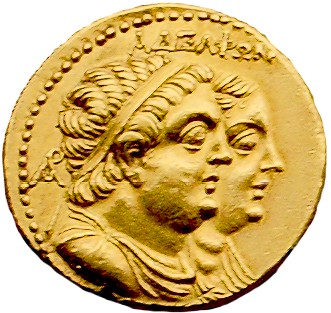
Head of Ptolemaios II Philadelphus with Arsinoe II behind. The Greek inscription ΑΔΕΛΦΩΝ means"[coin of the] siblings".

Arsinoe II (tiếng Hy Lạp: Ἀρσινόη, 316 TCN - 270 TCN) là Vương hậu của Thrace, Tiểu Á và Macedonia khi bà là vợ của vua Lysimachos (tiếng Hy Lạp: Λυσίμαχος). Sau đó bà đồng cai trị Ai Cập với em trai và chồng của bà Ptolemaios II Philadelphos (Hy Lạp: Πτολεμαῖος Φιλάδελφος).

## Cuộc đời
Bà là con gái của vua Ptolemaios I Soter (tiếng Hy Lạp: Πτολεμαίος Σωτήρ, có nghĩa là"Ptolemaios vị cứu tinh"), người sáng lập triều đại Hy Lạp hóa của Ai Cập cổ đại, và người vợ thứ hai Berenice I.
Năm 15 tuổi, bà đã kết hôn với vua Lysimachos, người mà bà đã sinh cho ông ba con trai, Ptolemaios, Lysimachos và Philippos. Để củng cố vị trí cho con trai của mình là người kế vị ngai vàng, bà đã vu khống người con trai cả của Lysimachos, Agathocles, tội phản quốc. Sau cái chết của Lysimachos trong chiến trận năm 281 trước Công nguyên, bà đã bỏ trốn tới Cassandrea (tiếng Hy Lạp: Κασσάνδρεια) và kết hôn với người anh em trai cùng cha với mình, vua Ptolemaios Keraunos, con trai của Ptolemaios I với người vợ đầu tiên của ông ta, Euridice. Cuộc hôn nhân này chủ yếu là vì chính trị vì cả hai đều tuyên bố ngồi vào ngôi vua của Macedonia / Thrace (vào thời điểm qua đời, Lysimachos cũng là vua của cả hai khu vực, và quyền lực của ông cũng đã mở rộng tới phía nam Hy Lạp và Tiểu Á). Mối quan hệ của họ không bao giờ tốt. Vì Ptolemaios Keraunos đã nắm nhiều quyền lực hơn, bà quyết định đã đến lúc để ngăn chặn ông ta và âm mưu chống lại ông với con trai của mình. Hành động này khiến cho Ptolemaios Keraunos giết chết hai con trai của bà, Lysimachos và Philip, trong khi người con cả, Ptolemaios, đã có thể trốn thoát và chạy trốn về phía bắc, tới vương quốc của người Dardania. Bản thân bà đã trốn đến Alexandria, Ai Cập nhằm tìm kiếm sự bảo vệ từ em trai mình, Ptolemaios II Philadelphos.

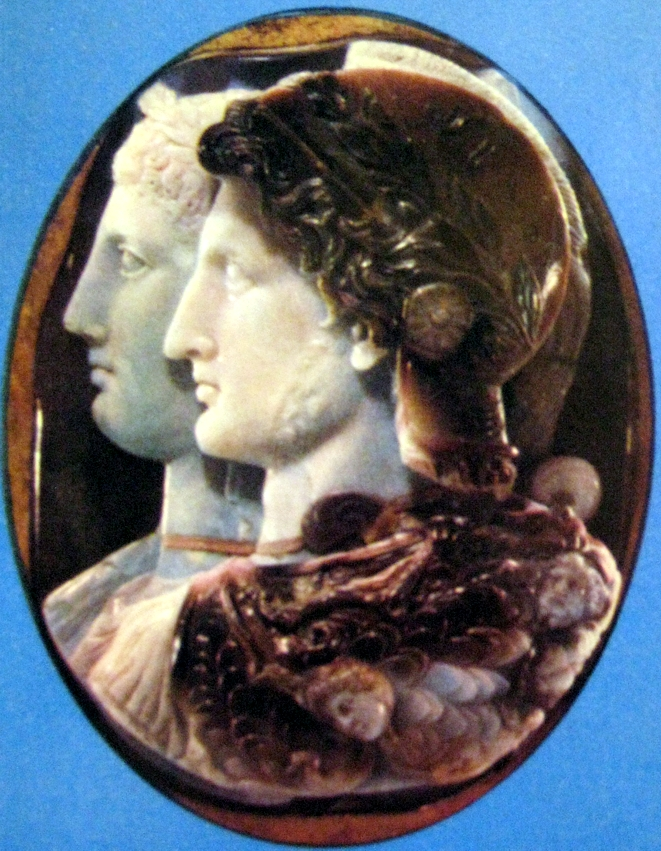
"Cameo Gonzaga", Hermitage

Tại Ai Cập, bà tiếp tục những mưu đồ của mình và có thể đã chủ mưu trong việc kết tội và lưu đày người vợ đầu tiên của người em trai, Ptolemaios II, Arsinoe I của Ai Cập. Arsinoe II sau đó kết hôn với em trai của bà, kết quả là, cả hai đã có tiêu đề "Philadelphoi" (tiếng Hy Lạp: Φιλάδελφοι, "yêu thương anh chị em") có lẽ để chỉ những người Hy Lạp tai tiếng. Arsinoe II chia sẻ tất cả các danh hiệu của em trai mình và rõ ràng là có ảnh hưởng khá lớn, và đã có thị trấn dành riêng cho bà, sự thờ cúng bà (như truyền thống Ai Cập), và xuất hiện trên tiền đúc. Rõ ràng, bà đã đóng góp rất lớn đến chính sách đối ngoại, bao gồm cả chiến thắng của Ptolemaios trong cuộc chiến tranh Syria lần thứ nhất (274-271 trước Công nguyên) giữa Ai Cập và Đế chế Seleukos ở Trung Đông. Sau khi bà qua đời, Ptolemaois II tiếp tục nhắc tới bà trên các tài liệu chính thức, cũng như tiền đúc và sự thờ cúng bà. Ông cũng thành lập việc tôn thờ bà như một nữ thần.